# Sings the Standards
Cliff Richard brit énekes Sings the Standards című 2003. szeptember 23-án megjelent válogatásalbuma összegyűjti azokat a klasszikus felvételeket, amelyek 1930 és 1970 között jelentek meg. A lemezen sokféle stílusú szerzemény hallható, dzsessz a Twelfth Of Never stílusa, bossanova a The Girl from Ipanema stílusa és soul a You Keep Me Hangin' On-é.
A lemezen megtalálható még az 1956-os Fats Domino-sláger, a Blueberry Hill is.
Az I Saw Her Standing There című dal, pedig a The Beatles 1963-ban megjelent Please Please Me című debütáló albumának első dala.

## Dalok listája
| #   | Cím                                    | Szövegíró                                               | Hossz |
| --- | -------------------------------------- | ------------------------------------------------------- | ----- |
| 1.  | Unchained Melody                       | Alex North, Hy Zaret                                    | 3:31  |
| 2.  | Blue Moon                              | Richard Rodgers, Lorenz Hart                            | 3:++  |
| 3.  | All I Do Is Dream of You               | Nacio Herb Brown, Arthur Freed                          | 2:55  |
| 4.  | Fly Me to the Moon                     | Bart Howard                                             | 2:48  |
| 5.  | The Twlfth of Never                    | Jerry Livingston, Paul Francis Webster                  | 2:43  |
| 6.  | Embacable You                          | George Gershwin, Ira Gershwin                           | 2:40  |
| 7.  | Have I Told You Lately That I Love You | Scotty Wiseman                                          | 2:47  |
| 8.  | Concrete and Clay                      | Tommy Moeller, Brian Parker                             | 2:37  |
| 9.  | I Saw Her Standing There               | John Lennon, Paul McCartney                             | 2:10  |
| 10. | Save the Last Dance for Me             | Mort Shuman, Doc Pomus                                  | 3:44  |
| 11. | Heartbeat                              | Normann Petty, Bobby Montgomery                         | 2:14  |
| 12. | Blame It on the Bossa Nova             | Barry Mann, Cynthia Weil                                | 3:02  |
| 13. | I's All in the Game                    | Charles Dawes, Carl Sigman                              | 3:13  |
| 14. | (You Keep Me) Hangin' On               | Ira Allen, Buddy Mize                                   | 2:59  |
| 15. | Will You Still Love Me Tomorrow        | Carole King, Gerry Goffin                               | 3:06  |
| 16. | Blueberry Hill                         | Al Lewis, Vincent Rose, Larry Stock                     | 2:41  |
| 17. | The Girl from Ipanema                  | Vinícius de Moraes, Norman Gimbel, Antonio Carlos Jobim | 2:45  |
| 18. | Spanish Harlem                         | Jerry Leiber, Phil Spector                              | 2:57  |
| 19. | Secret Love                            | Sammy Fain, Paul Francis Webster                        | 3:12  |
| 20. | As Time Goes By                        | Herman Hupfield                                         | 2:31  |
| 21. | Blowin' in the Wind                    | Bob Dylan                                               | 3:54  |
| 22. | Amazing Grace                          | Traditional                                             | 4:30  |